# Apiaszal
Apiaszal (w transliteracji z pisma klinowego A-pi-a-šal, w transkrypcji Apiašal) – król Asyrii według Asyryjskiej listy królów, syn Uszpi i ojciec Hale. W tejże liście został wymieniony jako jeden z 17 królów, którzy mieszkali w namiotach.